# Сан Мартино (Анкона)
Сан Мартино (итал. San Martino) насеље је у Италији у округу Анкона, региону Марке.
Према процени из 2011. у насељу је живело 24 становника. Насеље се налази на надморској висини од 211 м.